# Crescent Lake
Crescent Lake är en sjö i Antarktis. Den ligger i Östantarktis. Australien gör anspråk på området. Crescent Lake ligger 113 meter över havet.